# Bayernhymne
O Hino da Baviera tem a seguinte letra, de acordo com o Boletim do primeiro-ministro, emanado a 18 de Julho de 1980:

Deus é Contigo,Ó terra da Baviera
Patria Rural Alemã
Über deinen weiten Gauen
ruhe seine Segenshand!
Er behüte deine Fluren,
schirme deiner Städte Bau
Und erhalte dir die Farben
seines Himmels, weiß und blau!
Gott mit dir, dem Bayernvolke,
dass wir, uns'rer Väter wert,
fest in Eintracht und in Frieden
bauen uns'res Glückes Herd!
Dass mit Deutschlands Bruderstämmen
einig uns ein jeder schau
und den alten Ruhm bewähre
unser Banner, weiß und blau!